# Architettura Newa

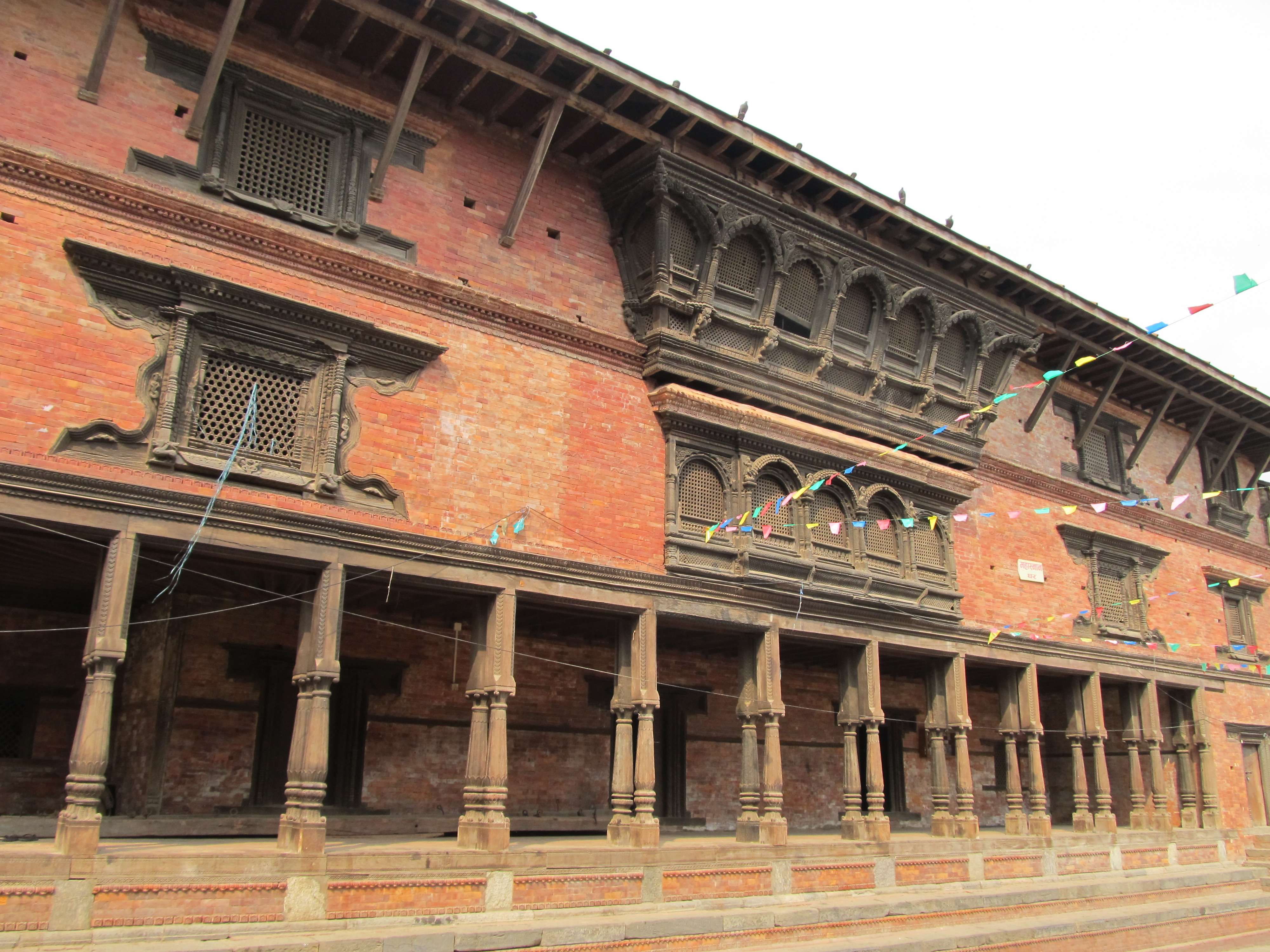
Tradizionale casa Newa

L'architettura Newa è uno stile architettonico indigeno usato dai Newar nella valle di Kathmandu in Nepal in edifici che vanno dagli stupa ai monasteri chaitya, dalle strutture dei cortili alle case di élite. Lo stile è caratterizzato da un notevole lavoro in mattoni ed è unico nell'intaglio del legno, raramente al di fuori del Nepal. Lo stile è stato esportato dagli architetti nepalesi tra cui Arniko.

## Templi pagoda

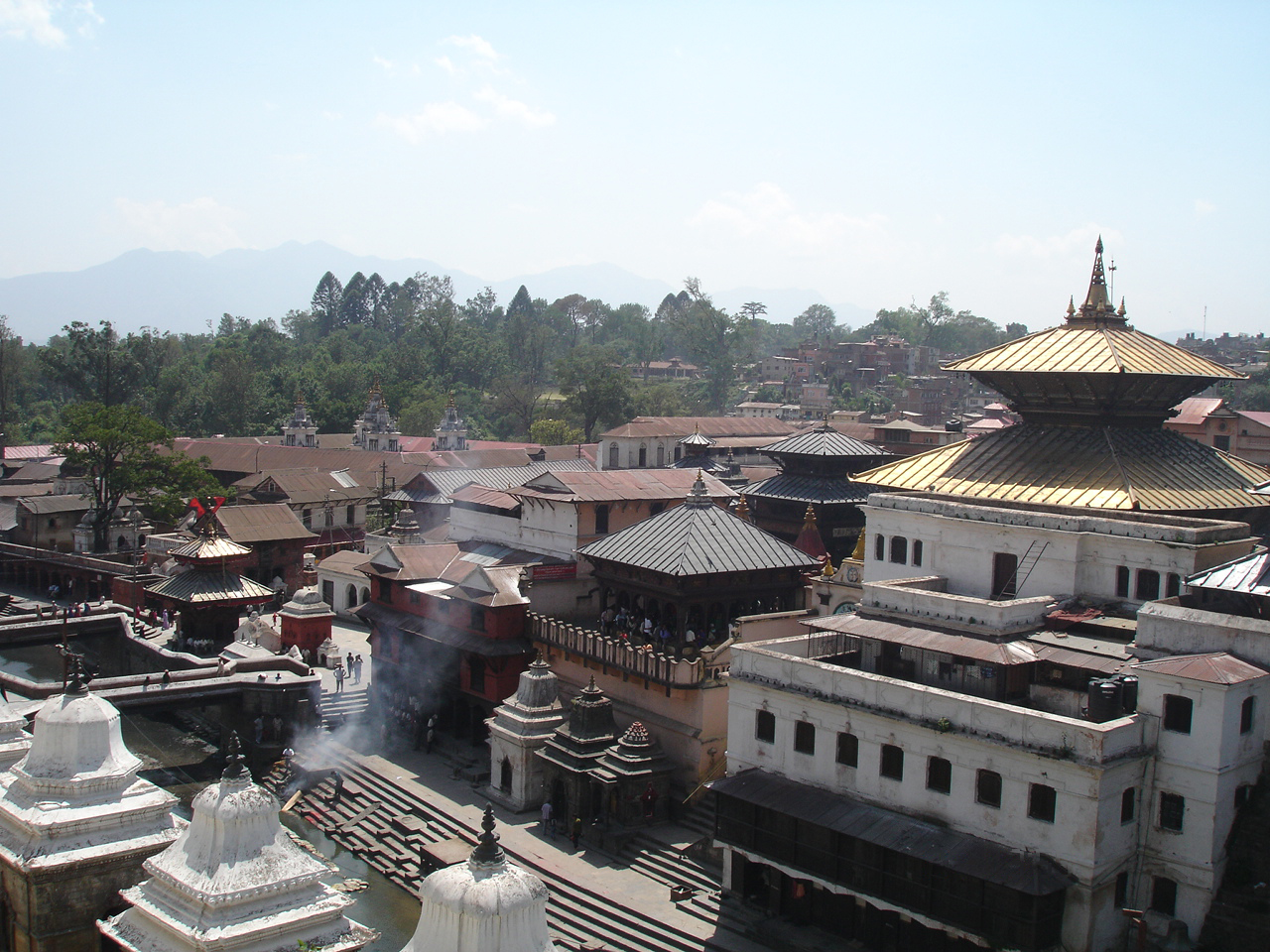
Il Tempio di Pashupatinath

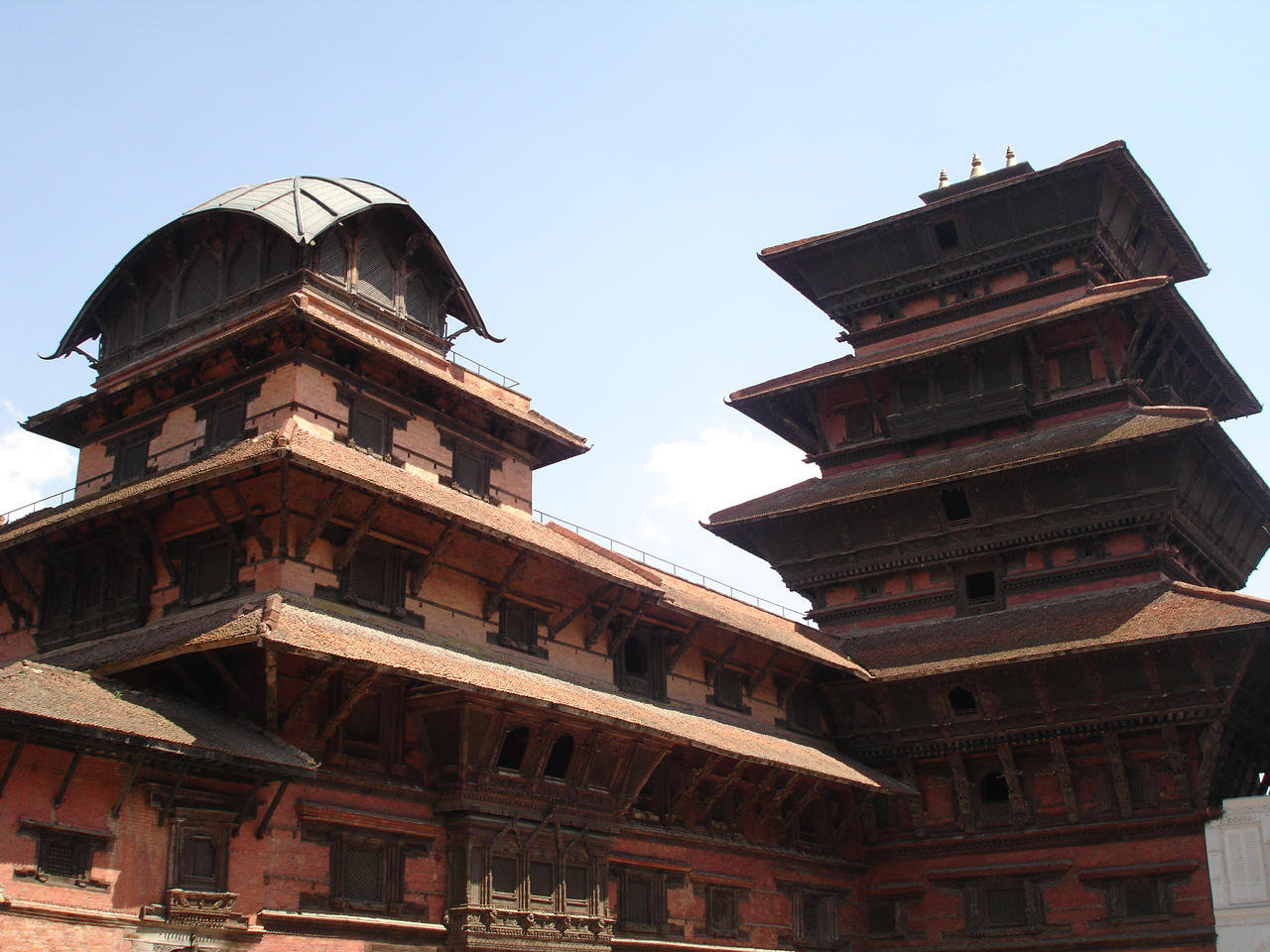
Katmandu piazza Durbar

Tra le pagode più importanti in stile Newari:
- Tempio di Pashupatinath
- Tempio Taleju Bhawani
- Piazza Durbar a Katmandu - Palazzo a nove piani.
- Tempio Nyatapola
- Tempio Kumbeshwor
- Tempio Nhugha dega
- Tempio Changunarayan
- Tempio Chandeshwori
- Tempio Kasthamandap
- Tempio Muktinath
- Tempio Naradevi
- Palazzo reale Narayanhity